# Kvävegiva
Kvävegiva är beteckningen på mängden kväve som tillförs växande gröda. Kvävet kan antingen komma från djurgödsel eller mineralgödsel. Storleken på kvävegivan påverkar skördens storlek, men kvävetillförseln innebär också en kostnad, så det finns normalt en optimal kvävegiva ur ett ekonomiskt perspektiv.
Vete brukar tillföras 150–200 kg kväve per år och hektar.[källa behövs]